# Budistični templji na Japonskem
Budistični templji ali budistični samostani skupaj s šintoističnimi svetišči veljajo za ene najštevilčnejših, znanih in najpomembnejših verskih stavb na Japonskem. Šogunati ali voditelji Japonske so si že od obdobja Momojame dali prednostno nalogo posodabljanja in obnove budističnih templjev. Japonska beseda za budistični samostan je tera (寺) (branje kun) in isti kandži ima tudi izgovorjavo dži (pri branju), tako da se imena templjev pogosto končajo na -dera ali -dži. Druga končnica, -in (院), se običajno uporablja za označevanje manjših templjev. Znani templji, kot so Kijomizu-dera, Enrjaku-dži in Kotoku-in, so templji, ki uporabljajo opisani vzorec poimenovanja.

## Etimologija
Japonska beseda za budistični tempelj tera (寺) je bila v antiki zapisana tudi fonetično 天良, tera in je sorodna s sodobno korejščino čǒl iz srednjekorejščine Tiel, Jurčen Taira in rekonstruirano starokitajščino *dɘiaʁ, kar vse pomeni »budistični samostan«. Te besede očitno izhajajo iz aramejske besede za »samostan« dērā/ dairā/ dēr (iz korena dwr »živeti skupaj«), ne pa iz nepovezane in poznejše indijske besede za samostan vihara in so jih morda prenesli prvi srednjeazijski prevajalci budističnih svetih spisov, kot sta An Šigao ali Lokaksema.

## Budistične in šintoistične strukture
Na Japonskem budistični templji sobivajo s šintoističnimi svetišči in oba si delita osnovne značilnosti japonske tradicionalne arhitekture. Tako Tori kot rōmon označujeta vhod v svetišče in templje, čeprav je tori povezan s šintoizmom, romon pa z budizmom. Nekatera svetišča, na primer Ivašimizu Hačiman-gū, imajo glavna vrata v budističnem slogu, imenovana sōmon. Mnogi templji imajo Čōzu-ja (tudi temizu-ja) in komainu, kot svetišče. Nasprotno pa nekatera svetišča uporabljajo kadilo ali imajo zvonik šōrō. Drugi – na primer svetišče Tanzan v Nari – imajo lahko celo pagodo.
Podobnosti med templji in svetišči so tudi funkcionalne. Tako kot svetišče tudi budistični tempelj ni primarno kraj čaščenja: njegove najpomembnejše stavbe se uporabljajo za hrambo svetih predmetov (honzon- uveljavljena glavna podoba ali glavno božanstvo, enakovreden šintai- telo kamija - svetišča) in niso dostopne vernikom. Za razliko od krščanske cerkve je tempelj tudi samostan. Za določene obrede obstajajo specializirane stavbe, ki pa so običajno odprte le za omejeno število udeležencev. Verska množična srečanja ne potekajo redno kot pri krščanskih verah in v nobenem primeru niso v templju. Če je v obredu udeleženih veliko ljudi, bo imel praznični značaj in bo potekal na prostem. Arhitekturni elementi budističnega templja naj bi utelešali teme in učenja budizma.
Razlog za velike strukturne podobnosti med budističnimi templji in šintoističnimi svetišči je v njihovi skupni zgodovini. Ko se je šintoizem prvič srečal z budizmom, je postal bolj razlagalen, saj ni poskušal razložiti vesolja, kot je včasih poskušal budizem. Pravzaprav je normalno, da je bil tempelj tudi svetišče, zato je v arhitekturnem smislu očitnih razlik med obema tako malo, da jih pogosto lahko vidi le strokovnjak. Mnogi obiskovalci obiščejo budistične templje in šintoistična svetišča iz podobnih razlogov, kot je molitev ali za srečo. Obe veri sobivata zaradi povečane priljubljenosti verstev in rojstva novih verstev.
Svetišča, v katerih so bili skriti lokalni kamiji, so obstajala že dolgo pred prihodom budizma, vendar so bila sestavljena bodisi iz razmejenih kopenskih območij brez kakršnih koli stavb ali iz začasnih svetišč, postavljenih po potrebi. S prihodom budizma na Japonsko v 6. stoletju so bila svetišča podvržena njegovemu vplivu in sprejela tako koncept stalnih struktur kot arhitekturo budističnih templjev.
Zaporedni razvoj šinbucu-šūgō (sinkretizem budizma in čaščenja kamija) in teorije hondži suidžaku je pripeljal do skoraj popolnega zlitja čaščenja kamija in budizma. Postalo je običajno, da so svetišča spremljali templji v mešanih kompleksih, imenovanih džingū-dži (神宮寺, dobesedno »tempelj svetišča«) ali mijadera (宮寺, dobesedno »tempelj svetišča«). Običajno je bilo tudi nasprotno: večina templjev je imela vsaj majhno svetišče, posvečeno svojim skrbniškim kamijem in so se zato imenovali džiša (寺社, »tempeljska svetišča«). Obdobje Meidži je odpravilo večino džingū-dži, vendar je pustilo džiša nedotaknjeno, tako da ima večina templjev še danes vsaj eno, včasih zelo veliko, svetišče v svojih prostorih in budistično boginjo Benzaiten pogosto častijo v šintoističnih svetiščih.
Posledično so stoletja imeli svetišča in templji simbiotično razmerje, v katerem so vplivali drug na drugega. Svetišča so iz budizma prevzela svoja vrata (Mon), uporabo dvorane za laične vernike, uporabo barvitega lesa in še več, medtem ko je bila kitajska budistična arhitektura prilagojena japonskemu okusu z bolj asimetričnimi tlorisi, večjo uporabo naravnih materialov in prilagoditev samostana obstoječemu naravnemu okolju.
Jasna ločitev med budističnimi templji in šintoističnimi svetišči, ki je danes običajna, se pojavi šele kot posledica zakona šinbucu bunri (»ločitev kamijev in Bud«) iz leta 1868. To ločitev je predpisal zakon in številna svetišča-templji so bili prisiljeni postati le svetišča, med njimi slavna, kot sta Usa Džingū in Curugaoka Hačiman-gū.
Ker je bilo mešanje obeh religij zdaj prepovedano, so morali džingū-dži odstopiti nekaj svojih posesti ali razstaviti nekatere svoje stavbe, s čimer so poškodovali celovitost svoje kulturne dediščine ter zmanjšali zgodovinsko in ekonomsko vrednost svojih posesti. Na primer, velikanska Niō v Curugaoke Hačiman-gū (dva lesena jezna in mišičasta  čuvaja, ki ju običajno najdemo ob straneh vhoda v tempelj), ki sta bila predmet budističnega čaščenja in zato nezakonita tam, kjer sta bila, sta bila prodana Jufuku-džiju, kjer sta še vedno.  Svetišče-tempelj je moralo uničiti tudi stavbe, povezane z budizmom, na primer tahōtō (多宝塔 - pagoda z mnogimi dragulji), midō in šičidō garan (sedem dvoran, ki sestavljajo idealen kompleks budističnega templja).

## Arhitektura

### Splošne lastnosti
Budistična arhitektura na Japonskem ni avtohtona, temveč uvožena iz Kitajske in drugih azijskih kultur skozi stoletja s tako stalnostjo, da so predstavljeni gradbeni slogi vseh šestih dinastij. V njeni zgodovini posledično prevladujejo kitajske in druge azijske tehnike in slogi (prisotni celo v  svetišču Ise, ki velja za bistvo japonske arhitekture) na eni strani ter japonske izvirne različice teh tem na drugi strani.
Deloma tudi zaradi raznolikosti podnebja na Japonskem in tisočletja med prvim in zadnjim kulturnim uvozom je rezultat izjemno heterogen, vendar je kljub temu mogoče najti več praktično univerzalnih značilnosti. Na prvem mestu je izbira materialov, vedno les v različnih oblikah (deske, slama, lubje itd.) za skoraj vse konstrukcije. Za razliko od zahodne in nekatere kitajske arhitekture, se uporabi kamna izogibajo, razen za določene posebne namene, na primer tempeljske podije in temelje pagod.
Splošna struktura je skoraj vedno enaka: steber in preklada podpirata veliko in rahlo ukrivljeno streho, medtem ko so stene tanke kot papir, pogosto premične in v vsakem primeru nenosilne. Struktura stebra in preklade uteleša Axis Mundi ikonične oblike Bude, ki je običajno predstavljena v pagodah in indijskih stupah. Loočne in obokane strehe so popolnoma odsotni. Krivulje zatrepa in strehe so blažje kot na Kitajskem, stebrova entaza (konveksnost v sredini) pa omejena.
Streha je vizualno najbolj impresivna komponenta, ki pogosto predstavlja polovico velikosti celotne stavbe. Rahlo ukrivljeni napušči segajo daleč čez stene in pokrivajo verande, zato morajo njihovo težo podpirati zapleteni sistemi nosilcev, imenovani tokjo. Ti preveliki napušči dajejo notranjosti značilno temnost, ki prispeva k atmosferi templja. Notranjost stavbe je običajno sestavljena iz ene same sobe v središču, imenovane moja, iz katere včasih odhajajo drugi manj pomembni prostori, na primer hodniki, imenovani hisaši.
Razdelitve notranjega prostora so nestalne, velikost prostora je mogoče spremeniti z uporabo zaslonov ali premičnih papirnatih sten. Velik, enoten prostor, ki ga ponuja glavna dvorana, je torej mogoče spremeniti glede na potrebe. Ločevanje med notranjostjo in zunanjostjo samo po sebi do neke mere ni absolutno, saj je mogoče odstraniti cele stene in tako tempelj odpreti obiskovalcem. Zunanjemu se verande zdijo del stavbe, tistim v templju pa del zunanjega sveta. Strukture so torej v določeni meri del svojega okolja. Uporaba konstrukcijskih modulov ohranja razmerja med različnimi deli stavbe konstantna in ohranja njeno celotno harmonijo.
Celo v primerih, kot je Nikkō Tōšō-gū, kjer je vsak razpoložljiv prostor močno okrašen, okrasje sledi osnovnim strukturam in jih zato bolj poudarja kot skriva.
Te arhitekturne značilnosti so bile skupne tako sakralni kot profani arhitekturi in so olajšale pretvorbo laične stavbe v tempelj. To se je na primer zgodilo v Hōrjū-dži, kjer je bil dvorec plemkinje spremenjen v versko stavbo.
Budistična arhitektura obdobja Heian je bila sestavljena iz ponovnega vznika nacionalnih okusov. Tempelj Hodžodži predstavlja raj in čisto deželo, ki uteleša elemente budizma čiste dežele. Zadnji formalni tempelj je bil Mocudži.
Murodži je tempeljski kompleks pod goro Muro. Območje za templjem je sveto in je prepovedano za obiskovalce in romarje. Posebno svete so jame gore Muro. Znamenita Zmajeva jama je dom za kralja zmajev, ki ščiti državo. To je primer, kako so naravni elementi sveti vidiki budističnih templjev.
Obstajajo štirje veliki templji iz sedmega stoletja: Asuka-dera, Kudara Odera, Kavaradera in Jakuši-dži.

### Štirje veliki templji iz 7. stoletja

#### Asuka-dera
Asuka-dera (飛鳥寺), znan tudi kot Hōkō-dži (法興寺) je budistični tempelj v Asuki, Nara. Asuka-dera velja za enega najstarejših templjev na Japonskem. Ta velika dvorana je imela tri zlate dvorane in je bila prvi tempelj v polnem obsegu. Bil je najpomembnejši tempelj v obdobju Asuka. Ustanovitelj je bil Soga no Umako in je zgradil manjšo rezidenco, podobno veliki dvorani. V tem naravnem okolju so stoletja kasneje gradili številne kraljeve palače. Ko ga obiščemo danes, komaj ohranja svojo veličino, ki jo je imel nekoč, saj ni jasnih oznak, kje so bile prvotne dvorane, zdaj pa je glavno prizorišče parkirišče s turističnimi avtobusi.

#### Kudara-dera
Kudara-ji (百済寺) je bil budistični tempelj v mestu Hirakata v Osaki na Japonskem. Tempelj je zdaj v ruševinah, njegovo nekdanje območje pa je bilo leta 1941 razglašeno za nacionalno zgodovinsko mesto, leta 1952 pa je bilo imenovanje spremenjeno v posebno nacionalno zgodovinsko mesto. Mesto je bilo leta 1965 odprto za javnost kot eden prvih japonskih arheoloških parkov.
Temeljni ostanki bi lahko bili ostanki, najdeni na mestu ribnika Kibi (Kibi Ike). Ta veliki tempelj je imel devetnadstropno pagodo, ki je bila zgrajena na začetku budizma na Japonskem.

#### Kavara-dera
Kawara-dera (川原寺) je bil budistični tempelj, ustanovljen v obdobju Asuka v Asuki, prefektura Nara, Izkopavanja so razkrila obsežen kompleks, ki je vključeval dva kon-dōja, pagodo, obsežne prostore za duhovnike in strešnike, ki so »med najlepšimi, kar jih je bilo kdaj narejeno na Japonskem«. Območje je bilo označeno kot zgodovinsko območje in je del skupine območij, ki so bila leta 2007 predložena za prihodnji vpis na Unescov seznam svetovne dediščine: Asuka-Fujiwara: Arheološka najdišča starodavnih prestolnic Japonske in z njimi povezane nepremičnine. 
Izkopavanja in rekonstrukcija Kavara-dere nam pomagajo razumeti, kako je prvotno izgledala. Tloris je imel prvotno dve zlati dvorani s pagodo in nato stanovanjske prostore za menihe. Bil je asimetrično postavljen, kar je bilo za ta čas zelo novo in inovativno. V virih manjka zgodovina gradnje in kdo jo je naročil.

#### Jakuši-dži
V zgodnjem 8. stoletju je bil ta tempelj zgrajen v Nari in je bil danes reproduciran v izvirno postavitev. Tu obstaja monumentalna triada Jakuši. Struktura je v svetlih barvah, kot bi bila tudi prvotno.
Jakuši-dži (薬師寺) je eden najbolj znanih imperialnih in starodavnih budističnih templjev na Japonskem in je bil nekoč eden od sedmih velikih templjev Nanta v Nari. Tempelj je sedež šole japonskega budizma Hossō. Jakuši-dži je eno od območij, ki so skupaj vpisana kot Unescov seznam svetovne dediščine pod imenom Zgodovinski spomeniki starodavne Nare.

### Zgodovina
Arhitektura budističnih templjev, tako kot arhitektura katere koli stavbe, se je skozi stoletja spreminjala in razvijala. Čeprav se posamezne podrobnosti lahko razlikujejo, imajo splošne teme in slogi velike podobnosti in skupen izvor.
Že omenjeni Hōrjū-dži je bil eden prvih budističnih templjev, zgrajenih na Japonskem. Njegove primarne strukture predstavljajo slog, ki je veljal v kitajski dinastiji Sui iz 6. stoletja našega štetja. Kondō (Zlata dvorana) je struktura z dvojno streho, ki jo podpirajo debeli, močni stebri in daje občutek drznosti in teže.
Večina budističnih templjev na Japonskem pripada enemu od štirih glavnih stilov:
- Vajō (和様, dob. 'Japonski slog')  – slog, ki sta ga v umetnosti in arhitekturi na Japonskem v obdobju Heian razvili ezoterični sekti Tendai in Šingon na podlagi sodobne kitajske arhitekture. Tako imenovano, da bi se razlikovalo od uvoženih kitajskih slogov, je v arhitekturi zanj značilna preprostost, opustitev okraskov, uporaba naravnega lesa in na splošno preprostih materialov.
- Daibucujō (大仏様, dob. 'slog velikega Bude') - japonski religiozni arhitekturni slog, ki je nastal v poznem 12. ali začetku 13. stoletja na podlagi sodobne kitajske arhitekture. Ta veličasten in monumentalen slog, ki ga je uvedel duhovnik Čogen, je temeljil na arhitekturi dinastije Song in je bil antiteza preprostemu in tradicionalnemu slogu vajō. Nandaimon v Todai-dži in dvorana Amida v Džōdo-dži sta edina obstoječa primera tega sloga.[20][21]
- Zenšūjō (禅宗様, dob. 'Zen slog') – slog, ki je dobil ime po svojih ustvarjalcih, budistični sekti Zen in ki se je pojavil v poznem 12. ali začetku 13. stoletja na podlagi sodobne kitajske arhitekture. Zenšūjō se je prvotno imenoval karajo (唐様, kitajski slog), vendar ga je, tako kot slog Daibucu, preimenoval Ōta Hirotarō, učenjak iz 20. stoletja. Njegove značilnosti so zemeljska tla, okrasne ukrivljene strehe mokoši (裳階・裳層, dobesedno 'nadstropje s krilom'), okrasna enoslojna streha, ki obkroža stavbo pod pravo streho) in izrazito ukrivljene glavne strehe, okna v obliki koničastega loka ali okna v obliki zvona (katōmado, 火灯窓, dob. okno z ognjeno svetlobo) in opažena vrata.[22] Tipičen slog je tudi glavna dvorana Bucuden (仏殿, Budova dvorana), ki ima samo eno nadstropje, vendar se zdi, da ima dve, ker ima pokrito dvokapno streho, imenovano mokoši.
- Setčūjō (折衷様, dob. 'eklektični slog') – arhitekturni slog, ki se je rodil na Japonskem v obdobju Muromači iz zlitja elementov treh predhodnih slogov, vajō, daibucujō in zenšujō. Ponazarja ga glavna dvorana v Kakurin-dži.[22][23] Zlasti kombinacija vajō in daibucujō je postala tako pogosta, da jo učenjaki včasih ločeno razvrstijo pod imenom Šin-vajō (新和様, nova potō).

### Lega in geomantični položaj
Budistični tempeljski kompleksi so sestavljeni iz številnih struktur, urejenih v skladu z določenimi koncepti ali smernicami.
Razporeditev večjih stavb (garan haiči, 伽藍配置) se je sčasoma spreminjala. Zgodnji vzorec je imel vrata, stolp, kondō in kodō v ravni črti od juga proti severu. Hodniki so segali proti vzhodu in zahodu od bokov vrat, nato so se obrnili proti severu in se nazadnje združili severno od kōdoja ter oblikovali križni hodnik okoli pagode in glavnih dvoran. Ta vzorec, ki ga tipizira Šiteno-dži v Osaki, je prišel s Kitajske prek Baekdžeja; Kitajski slog budističnih templjev, čeprav ga je Kitajska prek Korejskega polotoka nekoliko spremenila, je nazadnje temeljil na slogu kitajskih palač, kar je razvidno iz številnih osnovnih oblikovnih značilnosti, ki še danes ostajajo v templjih vseh treh držav.
Kompleks budističnih templjev na Japonskem na splošno sledi vzorcu niza svetih prostorov, ki obkrožajo dvorišče in v katere se vstopa skozi vrsto vrat. Ta vrata bodo običajno imela par velikih kipov varuhov, imenovanih Niō.
Poleg tega je veliko pomembnejših ali močnejših templjev zgrajenih na lokacijah, ki so ugodne glede na zapovedi kitajske geomantije. Enrjaku-dži, ki stoji na vrhu gore Hiei severovzhodno od Kjota, naj bi na primer branil mesto pred zlimi duhovi, če je postavljen v to smer. Pomembne vloge igrajo tudi razporeditve gora in drugih geografskih značilnosti v določenih smereh okoli templja. Ta običaj se je ohranil še dolgo. Osem stoletij po ustanovitvi Enrjaku-dži je šogunat Tokugava zgradil Kan'ei-dži v podobni smeri za zaščito svojega gradu Edo. Njegovo gorsko ime, gora Tōei (東叡山 Tōei-zan), ima znak iz gore Hiei (比叡山 Hiei-zan) in se lahko razlaga kot »gora Hiei vzhoda«.
Curugaoka Hačiman-gū v Kamakuri je zdaj samo šintoistično svetišče, toda pred Odredbo o ločitvi šintoizma in budizma (神仏判然令) iz leta 1868 se je imenovalo Curugaoka Hačiman-gū-dži (鶴岡八幡宮寺, Csurugaoka Hačiman svetišče tempelj) in je bil tudi budistični tempelj, eden najstarejših v mestu. Tempelj in mesto sta bila zgrajena z mislijo na feng šuj. Sedanja lokacija je bila skrbno izbrana kot najugodnejša po posvetovanju z vedeževalcem, saj je imela goro na severu (Hokuzan (北山)), reko na vzhodu (Namerikava) in veliko cesto na zahodu (Koto Kaidō (古東街道)) in je bil odprt proti jugu (v zaliv Sagami). Vsako smer je varoval bog: Genbu je varoval sever, Seirjū vzhod, Bjakko zahod in Suzaku jug. Vrbe ob ribnikih in katalpe ob Muzeju moderne umetnosti predstavljajo Seirjū oziroma Bjakko.
Geomantija je v obdobju Heian izgubila na pomenu, saj je bila postavitev templja prilagojena naravnemu okolju, ne upoštevajoč feng šuja.
Poleg geomantičnih vidikov je treba tudi budistične templje, tako kot vse druge verske strukture, organizirati tako, da najbolje služijo različnim namenom. Najpomembnejši prostor v vsakem budističnem tempeljskem kompleksu je sveti prostor, kjer se hranijo podobe Bud in bodhisatev in kjer se izvajajo pomembni obredi.
Ti prostori so vedno ločeni od tistih, ki so dostopni laičnim vernikom, čeprav sta razdalja med obema in način njune ločitve precej različna. V mnogih templjih je le lesena ograja, ki ločuje sveti prostor od prostora laikov, v mnogih drugih pa je med njima velika razdalja, morda gramozno dvorišče.
Druga stavba ali prostor, ki je velikega pomena, je namenjen fizičnim vsakodnevnim potrebam duhovščine. Prostori za prehranjevanje, spanje in učenje so bistveni, zlasti v tistih templjih, ki služijo kot samostani.
Po besedilu iz 13. stoletja je »garan tempelj s kon-dō (glavna dvorana),  tō (pagoda),  kō-dō (predavalnica), shōrō (zvonik), džiki –dō (refektorij),  sōbō (bivalni prostori menihov) in kjōzō (skladišče svetih spisov, knjižnica)«. To je sedem navedenih elementov šičidō Nanto Rokušū (南都六宗, Nara šest sekt)  templja.
Besedilo iz 15. stoletja opisuje, kako so templji šole Zen (Sōtō (曹洞), Rinzai (臨済))  vključevali bucuden ali bucu-dō (glavna dvorana), hattō (predavalnica), kuin (kuhinja /pisarna), sō-dō (stavba, posvečena Zazenu), sanmon (glavna vrata), tōsu (stranišče) in jokušicu (kopel).

## Skupne značilnosti templja
- Bucuden ali Bucu-dō (仏殿・仏堂) – dob. Budova dvorana
  - Glavna dvorana templja Zen. Zdi se, da ima dve nadstropji, vendar ima v resnici samo eno in meri 3 × 3 ali 5 × 5 polj.
  - Vsaka stavba s kipom Bude ali bodhisatve in namenjena molitvi.
- čindžuša (鎮守社/鎮主社) – majhno svetišče, zgrajeno v budističnem templju in posvečeno njegovemu skrbniku kamiju.
- čōzuja (手水舎) – glej temizuja.
- čūmon (中門) – v templju so vrata za naindaimonom povezana s kairō.
- dō (堂) – dob. »hodnik«. Pripona za ime stavb, ki so del templja. Predpona je lahko ime božanstva, ki je povezano z njo (npr. Jakuši-dō ali dvorana Jakuši) ali izraža funkcijo stavbe znotraj kompleksa templja (npr. hon-dō ali glavna dvorana). Glej tudi Bucu-dō, hō-dō, hon-dō, jiki-dō, kaisan-dō, kō-dō, kon-dō, kjō-dō, mandara-dō, miei-dō, mi-dō, sō-dō, Jakuši-dō in zen-dō.
- garan – glej šiči-dō garan.
- hattō (法堂) – dob. »Dharma dvorana«. Stavba, namenjena predavanjem glavnega duhovnika o budističnih spisih (hō).
- hōjō (方丈) – bivalni prostor glavnega duhovnika zenovskega templja.
- Hokke-dō (法華堂) – dob. »Dvorana lotosove sutre«. V budizmu Tendai, dvorana, katere postavitev omogoča hojo okoli kipa za meditacijo. Namen hoje je osredotočanje na Hokekjō in iskanje končne resnice.
- honbō (本坊) – rezidenca džušokuja ali glavnega duhovnika templja.
- kairō (回廊・廻廊) – dolg in pokrit portiku podoben prehod, ki povezuje dve stavbi.
- kaisan-dō (開山堂) – dvorana ustanovitelja, navadno v templju Zen. Stavba s kipom, portretom ali spominsko ploščo ustanovitelja templja ali sekte, ki ji pripada. Templji sekte Džōdo ga pogosto imenujejo miei-dō.
- karamon (唐門) – generični izraz za vrata z obokano streho.
- karesansui (枯山水) – dob. »suha pokrajina«. Japonski skalnjak, pogosto prisoten v zenovskih templjih, včasih pa ga najdemo tudi v templjih drugih sekt.
- katōmado (華頭窓) – okno v obliki zvona, ki so ga prvotno razvili v zenovskih templjih na Kitajskem, vendar ga pogosto uporabljajo druge budistične sekte in tudi v laičnih stavbah.
- kon-dō (金堂) – dob. »zlata dvorana«, je glavna dvorana garana, v kateri je glavni predmet čaščenja. Za razliko od bucudena je to prava dvonadstropna stavba (čeprav lahko drugo nadstropje včasih manjka) z merami 9 × 7 zalivov.
- konrō (軒廊) – pokrit hodnik med dvema stavbama
- korō ali kurō (鼓楼) – stolp, v katerem je boben, ki označuje minevanje časa. Včasih je bil obrnjen proti šōrō in ležal poleg kō-dō, zdaj pa je boben običajno shranjen v rōmonu.
- kuin* (庫院) – kuhinja/pisarna zen garana. Stavba, v kateri so kuhinje, kuhinja in pisarne templja. Običajno se nahaja pred in ob strani bucudena, obrnjen proti sō-dō. Imenuje se tudi kuri.
- kuri (庫裏) – glej kuin
- kjō-dō (経堂) – glej kjōzō.
- kjōzō (経蔵) – dob. »skladišče svetih spisov«. Skladišče suter in knjig o zgodovini templja. Imenuje se tudi kjō–dō.
- miei-dō (御影堂) – dob. »slikovna dvorana«. Stavba s podobo ustanovitelja templja, enakovredna kaisan-dō sekte Zen.
- mi-dō (御堂) – generični častni izraz za stavbo, v kateri je sveti kip.
- Miroku Njorai (弥勒如来) – japonsko ime Maitreja.
- mon (門) – tempeljska vrata, ki jih lahko poimenujemo po svojem položaju (nandaimon: dob. »velika južna vrata«), stavbi (nijūmon: »dvonadstropna vrata«), božanstvu (Niōmon, dob. »Nio vrata«), ali njegova uporaba (onarimon: dobesedno »cesarska vrata za obisk«, vrata, rezervirana za cesarja). Ista vrata je torej mogoče opisati z več kot enim izrazom. Na primer, Niōmon je lahko hkrati nijūmon.
- nandaimon (南大門) – glavna južna vrata templja, zlasti tista v templju Tōdai-dži v Nari.
- nidžūmon (二重門) – dvonadstropna vrata s streho, ki obkroža prvo nadstropje.
- Niōmon (仁王門 ali 二王門) – dvonadstropna ali visoka vrata, ki jih varujeta dva lesena varuha, imenovana Niō.
- noborirō (登廊) – pokrito stopnišče v Narinem Hase-dera.
- pagoda – glej stupa in tō.
- rōmon (楼門) - visoka vrata z dvema nadstropjema, od katerih ima le eno uporabno površino, obdana z balkonom in na vrhu s streho. Uporablja tudi v šintoističnih svetiščih.
- sai-dō (斎堂) – obednica v zenovskem templju ali samostanu. Glej tudi džiki-dō.
- sandō （参道） - pristop, ki vodi od torija do svetišča. Izraz se včasih uporablja tudi v budističnih templjih.
- sanmon (三門 ali 山門) – vrata pred bucuden. Ime je okrajšava za Sangedacumon (三解脱門), dob. »Vrata treh osvoboditev«. Njegove tri odprtine (kūmon (空門), musōmon (無相門) in muganmon (無願門)) simbolizirajo tri vrata do razsvetljenja. Z vstopom se lahko osvobodimo treh strasti (貪 ton ali pohlep, 瞋 šin ali sovraštvo in 癡 či ali neumnost). Njihova velikost je odvisna od ranga templja. (Oglejte si fotografije.)
- sanrō (山廊) – majhne stavbe na koncih dvonadstropnih zen vrat, ki vsebujejo stopnice v drugo nadstropje.
- sekitō (石塔) – kamnita pagoda (stupa). Glej tudi tō
- šičidō garan (七堂伽藍) – dvojni sestavljen izraz, ki dobesedno pomeni »sedem dvoran« (七堂) in »(tempelj) stavbe« (伽藍). Kaj se šteje v skupino sedmih stavb ali šičidō, se lahko zelo razlikuje od templja do templja in od šole do šole. V praksi lahko šičidō garan pomeni tudi preprosto velik kompleks.
  - Nanto Rokušū in kasneje nezenovske šole: šičidō garan v tem primeru vključuje kon-dō, tō, kō-dō, šōrō, jiki-dō, sōbō in kjōzō.
  - Šole zen: Zen šičidō garan vključuje bucuden ali bucu-dō, hattō, ku'in, sō-dō, sanmon, tōsu in jokušicu.
- šoin (書院) – prvotno študij in prostor za predavanja o sutri v templju, kasneje je izraz začel pomeniti le študij.
- šōrō (鐘楼) – tempeljski zvonik, stavba, s katere visi zvon.
- sōbō (僧坊) – Bivalni prostori menihov v nezenovskem garanu
- sō-dō (僧堂) – dob. »meniška dvorana«. Stavba, posvečena praksi Zazen. Nekoč je bil namenjen vsem vrstam dejavnosti, od prehranjevanja do spanja, osredotočen na zazen.
- sōmon (総門) – vrata na vhodu v tempelj. Je pred večjim in pomembnejšim sanmonom.
- sōrin (相輪) – zvonik, ki sega iz središča strehe nekaterih tempeljskih dvoran, večplasten kot pagoda.
- sotoba ali sotōba (卒塔婆) – transkripcija sanskrtske stupa.
  - pagoda: stolp z lihim številom nivojev (tri, pet, sedem devet ali trinajst). Glej tudi stupa.
  - Trakovi lesa, puščeni za grobnicami med letnimi obredi (cuizen), ki simbolizirajo stupo. Zgornji del je segmentiran kot pagoda in nosi sanskrtske napise, sutre in kaimjō (posmrtno ime) pokojnika.

V današnji japonščini ima sotoba običajno slednji pomen:
- stupa – prvotno posoda za Budove relikvije, kasneje tudi posoda za svete spise in druge relikvije. Njegova oblika se je spremenila na Daljnem vzhodu pod vplivom kitajskega stražarskega stolpa in oblikovala stolpom podobne strukture, kot so Tōbutō, gorintō, hōkjōintō, sekitō, tō ali veliko enostavnejša sotoba v obliki lesene palice.
- tatčū (塔頭 ali 塔中)
  - V zenovskih templjih stoji stavba s pagodo, v kateri je shranjen pepel pomembnega duhovnika.
  - Kasneje je postal pomožni tempelj ali manjši tempelj, odvisno od večjega.
  - Končno je postal tudi pomožni tempelj kot družinski tempelj (bodai-dži) pomembne družine.
- tahōtō (多宝塔) – dvonadstropna pagoda s pritličjem s kupolastim stropom in kvadratno streho, okroglim drugim nadstropjem in kvadratnimi strehami.
- temizuja (手水舎) – vodnjak blizu vhoda v svetišče in tempelj, kjer si verniki lahko očistijo roke in usta pred bogoslužjem.
- tesaki (手先) – izraz, ki se uporablja za štetje nosilcev strehe (tokjō (斗きょう)), ki štrlijo iz stene templja in so običajno sestavljeni iz dveh stopnic (futatesaki (二手先）)) ali treh (mitesaki 三津手先).
- tokjō (斗きょう) – glej tesaki.
- tori (鳥居)- ikonična šintoistična vrata na vhodu v sveto območje, običajno, vendar ne vedno, svetišče. Svetišča različnih velikosti lahko najdete ob templjih ali znotraj njih.
- tōrō (灯籠) – svetilka v svetišču ali budističnem templju. Na nekatere njegove oblike vpliva gorintō.
- -tō (塔)
  - Pagoda in razvoj stupe. Ko je dosegla Kitajsko, se je stupa razvila v stolp z neparnim številom stopenj (tri, pet, sedem, devet, trinajst), razen tahōtō, ki ima dva.
  - Beseda se uporablja skupaj kot pripona številke, ki označuje število stopenj pagode (tri stopnje = san-jū-no-tō, pet stopenj = go-jū-no-tō, sedem stopenj = nana-jū-no -tō itd.).
- tōsu ali tōši (東司) – stranišče zenovskega samostana.
- Jakuši-dō (薬師堂) – stavba, v kateri je kip Jakuši Njorai.*
- jokušicu* (浴室) – samostanska kopalnica.
- zen-dō (禅堂) – dob. »dvorana zena«. Stavba, kjer menihi vadijo zazen, in ena glavnih struktur zen garana.

## Tempeljska imena
Ime templja (džigō (寺号) ali džimjō (寺名)) je običajno sestavljeno iz treh delov. Prvi je sangō (山号, ime gore), drugi je ingō (院号, ime samostana) in tretji je san'in-džigō (山院寺号, ime templja).

### Sangō'
Čeprav so lahko na dnu doline, se templji metaforično imenujejo gore in celo številke, ki se uporabljajo za njihovo štetje, imajo končnico -san ali -zan (山), od tod tudi ime sangō. Ta tradicija sega v čase, ko so bili templji predvsem samostani, namenoma zgrajeni v oddaljenih gorskih območjih. Ustanovitev templja se zaradi tega imenuje kaisan (開山, dobesedno »odpiranje gore«).
Ne obstaja nobeno določeno pravilo za njegovo oblikovanje, vendar je sangō v bistvu topografskega izvora, kot v Hieizan Enrjaku-dži: ti dve imeni skupaj pomenita »Enrjaku-dži gore Hiei«. Zaradi tega se včasih uporablja kot osebno ime, zlasti v zenu. Lahko pa obstaja še kakšno drugo pomensko razmerje med sangō in san'in-džigō, kot na primer v primeru Rurikōzan Jakuši-dži. Sangō in džigō sta preprosto različni imeni istega boga. Včasih sta obe posthumni imeni, na primer matere in očeta ustanovitelja.

### Ingō
Znak in (院), ki daje ingō ime, je prvotno označeval ograjen prostor ali oddelek, zato je po analogiji pozneje začel pomeniti križni hodnik v samostanu. V tem smislu se uporablja za templje ali, pogosteje, podtemplje. Najdemo ga lahko tudi v imenu nekdaj manjših templjev, ki so po naključju dosegli velik pomen. Na primer, Kavagoejev Kita-in je bil včasih eden od treh podtempljev templja, ki ne obstaja več. Manj pogosto v ingō sta -an (庵, puščavnik) in -bō (坊, bivalni prostor meniha), -dō (堂, dvorana) se običajno uporablja v imenu določenih stavb v kompleksu templja, npr. Kannon-dō, vendar se lahko uporablja kot ime manjših ali manjših templjev.

### Džigō
Vendar je edino ime v splošni rabi džigō (konča se na -dži, -tera, -dera (〜寺, ... tempelj)), ki se potem lahko šteje za glavni. Sangō in ingō nista in nikoli nista bila v splošni rabi. Znak -dži, ki ga vsebuje, se včasih izgovori tera ali dera kot v Kijomizu-dera, običajno, ko je preostali del imena avtohtono ime (kun'jomi). 

### Neuradna imena
Templji so včasih znani pod neuradnim, a priljubljenim imenom. To je običajno topografskega izvora, kot na primer v primeru Asakusov Sensō-dži, znan tudi kot Asakusa-dera. Tempelj je lahko poimenovan tudi po posebni ali slavni značilnosti, kot na primer v primeru kjotskega Saihō-dži, običajno imenovanega Koke-dera, ali »mahov tempelj« zaradi svojega znamenitega vrta mahu. Neuradna imena imajo lahko različne druge izvore.

## Galerija
- Kōzan-džijev Bucuden v Šimonoseki
- Motojama-džijev čindžū-dō
- Čōhō-džijev čindžū-dō
- Čūmon v Hōrjū-dži
- Kennin-džijev hattō
- Todai-džijev Hokke-dō
- Džingo-dijev honbō
- Tōfuku-džijev hon-dō
- Engjō-džijev džiki-dō
- Jakuši-džijev kairō
- Tōfuku-džijev kaisan-dō
- Hōgon-džijev karamon
- Šiteno-džijev karesansui
- Katōmado
- Tōfuku-džijev sanmon je 5 ken širok.
- Kō-dō v Tōšōdai-dži
- Kon-dō v Tōšōdai-dži
- Konrō
- Miei-dō v Tō-dži
- Nandaimon v Hōrjū-dži
- Noborirō v Narinem Hase-dera
- Nidžūmon v Kōmjō-dži, Ajabe
- Išite-džijev niōmon
- (Vzhodna) pagoda v Jakuši-dži v Nari
- Endžō-džijev rōmon
- Kijomizu-dera - sandō
- Sanmon visokega ranga s petimi polji v Čion-inu.
- Sanmon s tremi zalivi srednjega ranga v Mjōcū-dži
- Sanmon nizkega ranga v Sozen-dži v Osaki
- Sanrō Tōfuku-džijevega sanmona. (Glej tudi sanmonovo fotografijo zgoraj.)
- Eikan-dō Zenrin-džijev sōmon
- Negoro-džijev velik sōrin (kovinska konica) na vrhu daitō (velik tahōtō)
- Saifuku-džijev shoin
- Tōdai-džijev shōrō (zgodnji tip)
- Saidai-džijev shōrō (pozni tip)
- Kongō Sanmai-in - tahōtō (nijū-no-tō)
- Ičidžō-dživa trinadstropna pagoda (sanjū-no-tō)
- Zencū-džijeva petnadstropna pagoda (gojū-no-tō)
- Mii-dera - temizuja
- Nosilci (v tem primeru tokjō, futatesaki) pod napuščem sanmonove strehe.
- Tori na templju (Ojake-dži) sandō
- Enrjaku-džijev shaka-dō
- Tōfuku-džijev tōsu
- Džōdo-džijev jakuši-dō
- Mjōšin-džijev jokušicu (tempeljska kope)
- Tōfuku-džijev zen-dō
- Vrata v Džōčibjō, grobnica Katō Kijomasa v Honmjō-dži, Kumamoto
- Rakan-džijev sanmon v Nakacu